# 協和大學爾灣分校
協和大學爾灣分校（英語：Concordia University Irvine）或譯歐文分校是協和大學系統中位於美國加利福尼亞州爾灣的一所私立大學，由路德宗密蘇里總會創立於1972年，當時稱基督學院歐文分校（Christ College Irvine）， 1993年2月成為協和大學系統的第十個校區，并改現名。 2021年《美國新聞與世界報道》 “西部地區大學”排名中排在第49位。

## 外部連結

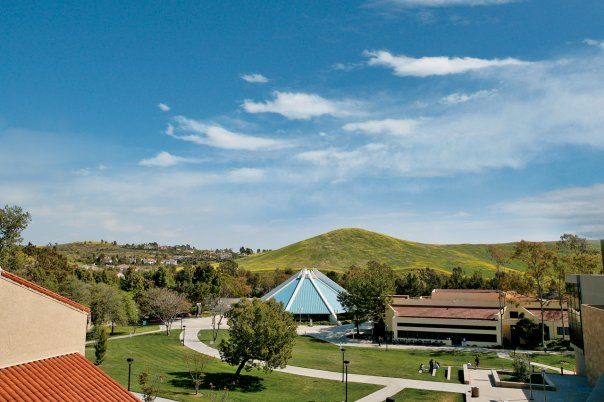
校園一景

- Concordia University official website （页面存档备份，存于）
- CUI Athletics （页面存档备份，存于）